# Calliostoma canaliculatum
Calliostoma canaliculatum är en snäckart som först beskrevs av John Lightfoot 1786.  Calliostoma canaliculatum ingår i släktet Calliostoma och familjen Calliostomatidae. Inga underarter finns listade i Catalogue of Life.

## Bildgalleri

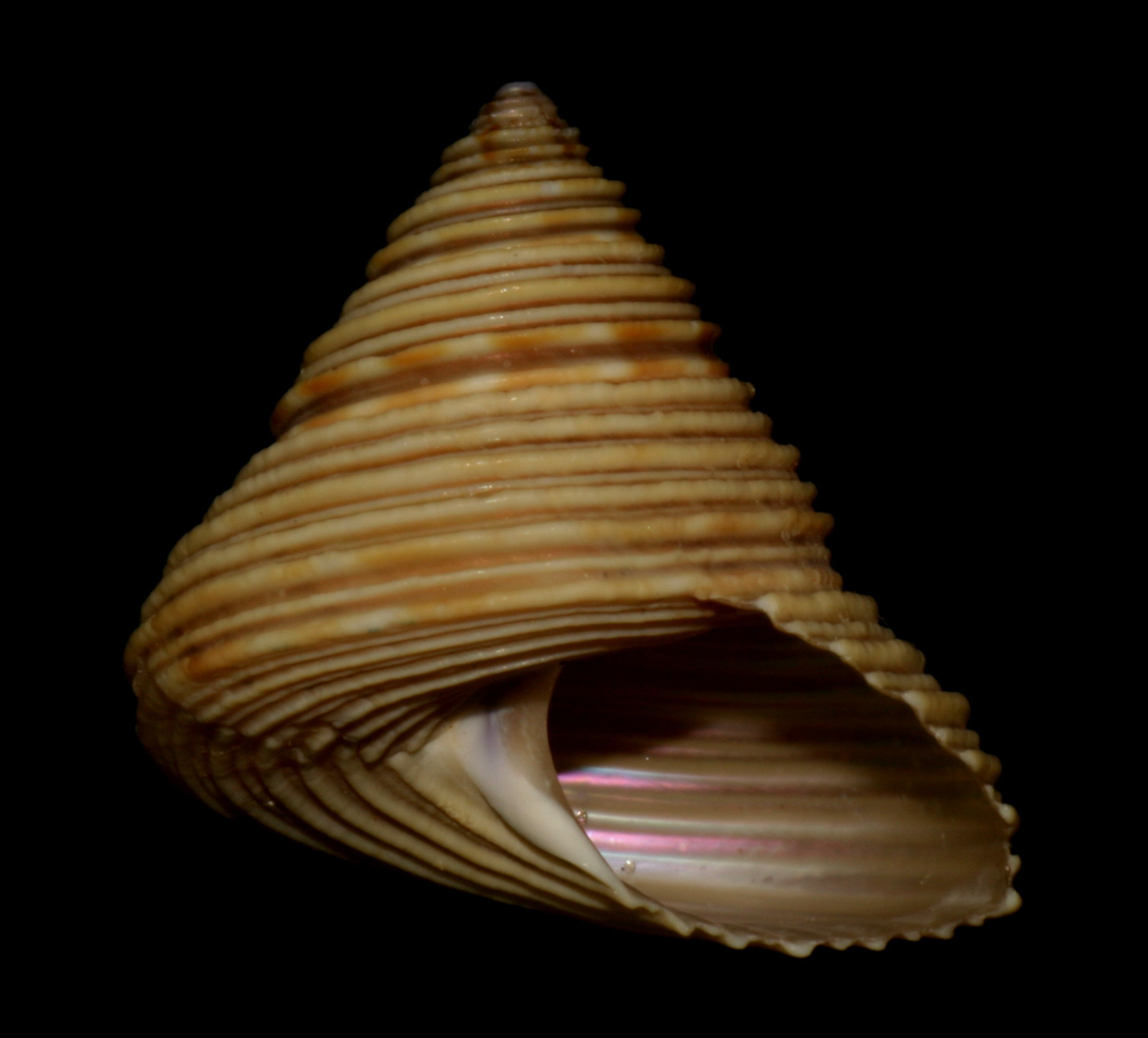
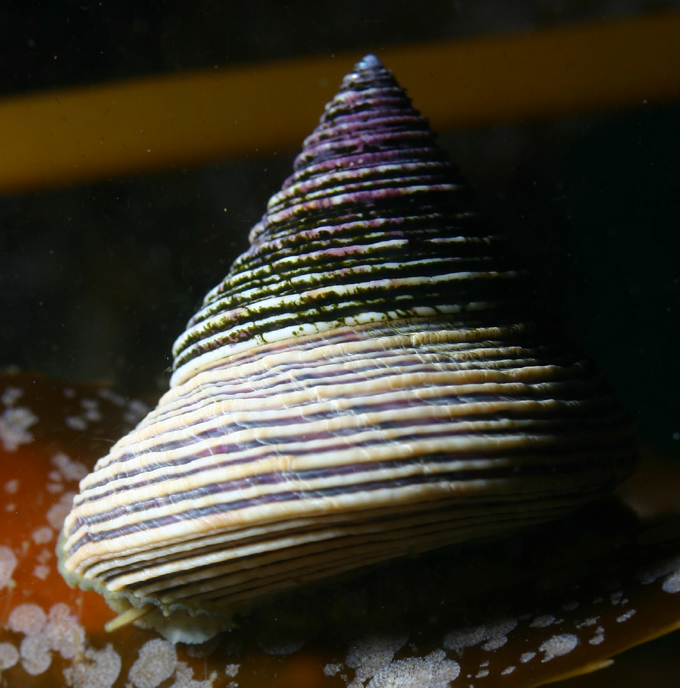